# Live from Austin, TX
Albums de Jerry Lee Lewis
Alabama Show (album live)
(2004) Live at Third Man (album live)
(2011)
Live from Austin, TX est un album live de Jerry Lee Lewis, enregistré le 17 octobre 1983 par la chaîne de télévision Austin City Limits (en) à Austin (Texas) aux États-Unis.

## Liste des chansons
1. Keep My Motor Runnin' (Bruce Channel) 3:02
2. You Win Again (Hank Williams) 3:08
3. Sweet Little 16 (Chuck Berry) 3:34
4. 39 and Holding (Jerry Foster) 4:04
5. Think About It Darlin' (Jerry Foster) 2:28
6. Rock & Roll Over (Teenage Queen) (Bert Firman (en)) 3:22
7. Boogie Woogie Country Man (T.J. Seals/Troy Seals (en)) 3:18
8. C.C. Rider  (Ma Rainey /Lena Arent) 4:18
9. Chantilly Lace (Jiles Perry Richardson) 2:39
10. I'll Find It Where I Can (Michael Clark) 2:58
11. In the Garden 4:05
12. No Headstone on My Grave (Charlie Rich) 4:19
13. What'd I Say (Ray Charles) 3:51
14. Great Balls of Fire (Otis Blackwell/Jack Hammer) 1:49
15. Whole Lotta Shakin' Goin' On (Sunny David/Dave Williams) (5:07)